# Darren Turner
Darren Turner, född den 13 april 1974 i Reading, England, är en professionell brittisk racerförare och fabriksförare för Aston Martin Racing i FIA World Endurance Championship.

## Racingkarriär
Turner tävlade i formelbilar för första gången 1995, då han blev fyra i brittiska Formel Renault. Han blev tvåa 1996 innan han hade en misslyckad säsong i det Brittiska F3-mästerskapet. Han blev sedan tvåa i formel Palmer Audi 1998, innan han överraskande blev en av Mercedes förare när DTM startade upp igen 2000. Turner körde två säsonger i DTM, utan att lyckas bättre än en sammanlagd fjortondeplats som bäst. Han fick under samma period även chansen att testköra McLarens formel 1-bil, och han var stallets femteförare under fyra säsonger, men fick sällan köra bilen. Han körde därefter GT-bilar under några säsonger innan han blev fabriksförare för SEAT i BTCC från och med 2007. Den första säsongen blev Turner sexa, och 2008 blev han sjua, båda gångerna klart distanserad av teamkollegan Jason Plato. När SEAT lade ned sin BTCC-satsning meddelade Turner att hans karriär inom BTCC var slut.